# Крилос
Кри́лос — село в Івано-Франківському районі Івано-Франківської області, на території якого в Середньовіччі існувала столиця Галицько-Волинської держави — Галич. Входить до складу Галицької міської громади.

## Археологічні розкопки
Археологічні та історико-топографічні розвідки території навколо Успенської церкви у Крилосі проводили Ісидор Шараневич, Александер Чоловський, Й. Пеленський, Лев Чачковський, Ярослав Пастернак. Відкриття решток Успенського собору експедицією Я. Пастернака, археологічні дослідження території Крилоського городища, які продовжували Вітольд Ауліх, Володимир Баран, Богдан Томенчук, Юрій Лукомський принесли значний масив інформації про історію та матеріальну культуру давнього Галича.
В 1936 році археолог Ярослав Пастернак на території села розкопав могилу, де було знайдено уламок мідяного нашийника, який був на шиї кістяка.

## Історія
Перша літописна згадка про Богородичну катедральну церкву в Галичі під 1187 роком, пов'язана зі смертю та похованням князя Ярослава Володимировича (Осмомисла), який у житті «к церковному чину сам приходя и строя добре крилос», пов'язана з гіпотезою про походження сучасної назви села від назви єпископського осідку «Крилоса». Отже, письмові свідчення фіксують існування в ХІІ ст. при Успенському соборі «крилосу» (т. зв. капітули).
Головна столична церква була також місцем інтронізації Галицьких князів. У 1215 р. тут відбулась коронація угорського королевича Коломана на Галицького короля.
Галицький Успенський собор був не тільки композиційним і сакральним центром княжого города, поряд з яким розташовувались княжий та єпископський (згодом — митрополичий) двори, а й виконував роль укріпленої цитаделі (лат. «ecclesia incastellata», «градъ на церкви»), про що свідчать описи подій 1219 та 1254 років.
До Крилоса приєднано села Підгороддя (тепер це лівобережна частина села) і Четверки.

## Населення
Згідно з переписом УРСР 1989 року чисельність наявного населення села становила 1737 осіб, з яких 813 чоловіків та 924 жінки.
За переписом населення України 2001 року в селі мешкало 1689 осіб.

### Мова
Розподіл населення за рідною мовою за даними перепису 2001 року:
| Мова       | Відсоток |
| ---------- | -------- |
| українська | 99,88 %  |
| молдовська | 0,06 %   |
| російська  | 0,06 %   |

## Місцевості села
Одна з місцевостей — присілок Підгороддя. За Королівською люстрацією 1565 року в селі налічувались 3 господарі-кмети, 4 загородники і два попи (отже, була й церква).

## Пам'ятки старовини в Крилосі та околицях
- Галичина могила [Архівовано 4 березня 2016 у Wayback Machine.] — могила (реконструкція кургану) легендарного князя Галиці (Галича), у Крилосі.
- Церква Успіння Пресвятої Богородиці (1584), у Крилосі.
- Каплиця Св. Василія [Архівовано 3 березня 2016 у Wayback Machine.], збудована у 17 ст. на фундаментах Успенського собору 12 ст. у Крилосі.
- Реконструкція дерев'яної церкви, типової для Галичини 18 ст., у Крилосі (перенесена на Херсонщину).
- Княжа криниця, у Крилосі.
- Митрополичі палати (зараз — експозиція Музею історії давнього Галича), у Крилосі.
- Церква Св. Пантелеймона — єдина збережена церква 12 ст., у с. Шевченкове.

## Соціальна сфера
- Сільрада
- Школа[8][9]
- Клуб[10][11].

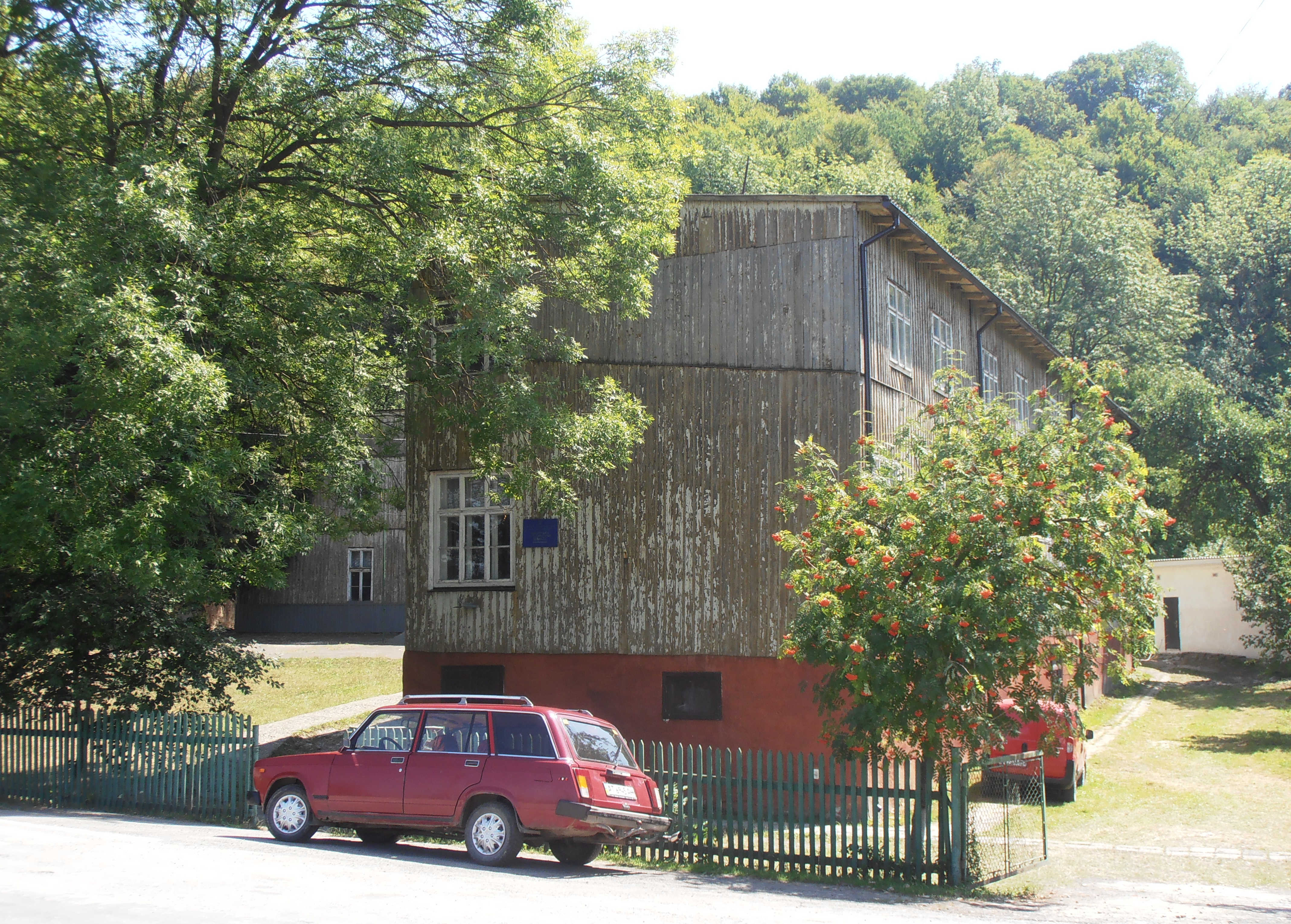
Школа
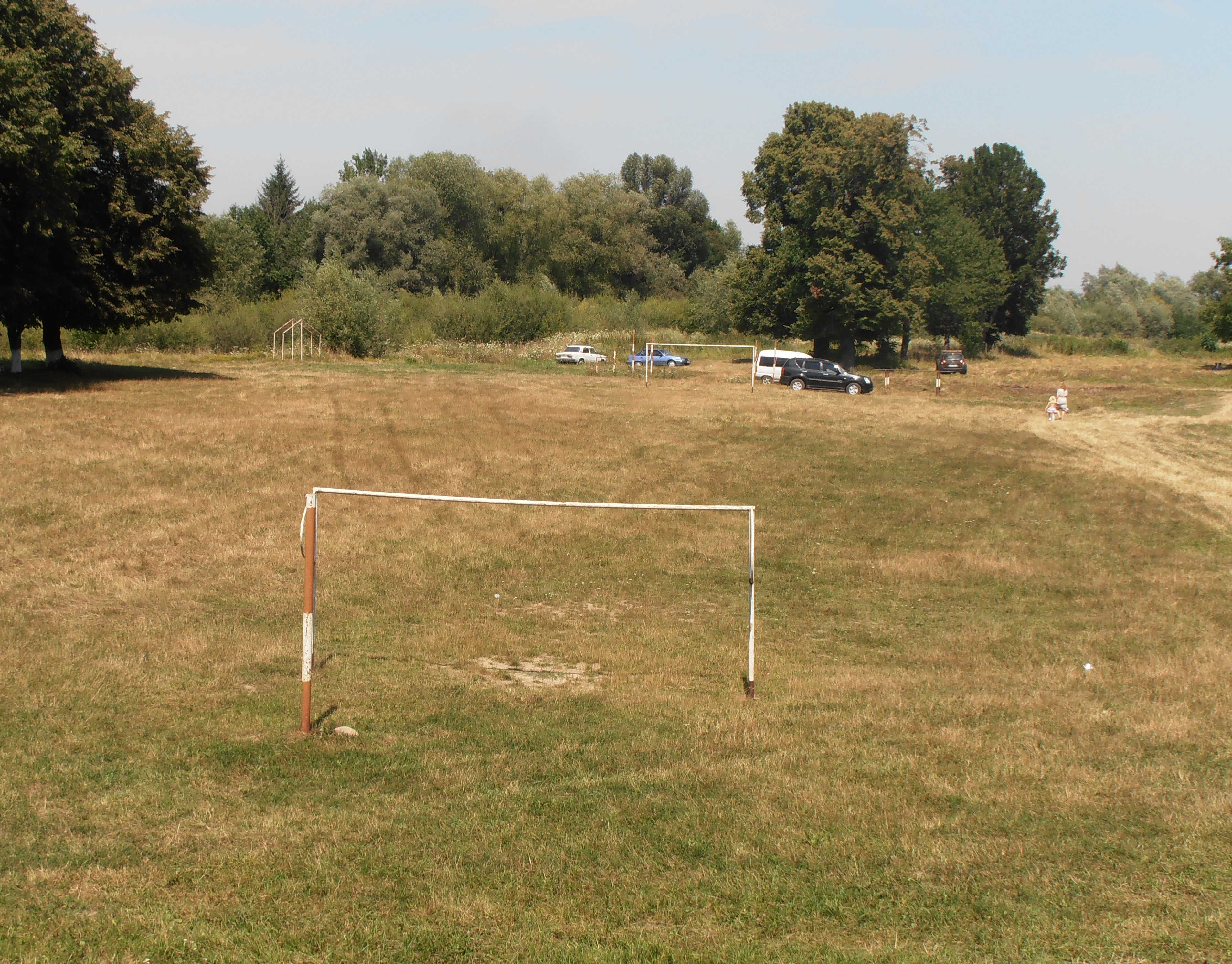
Стадіон
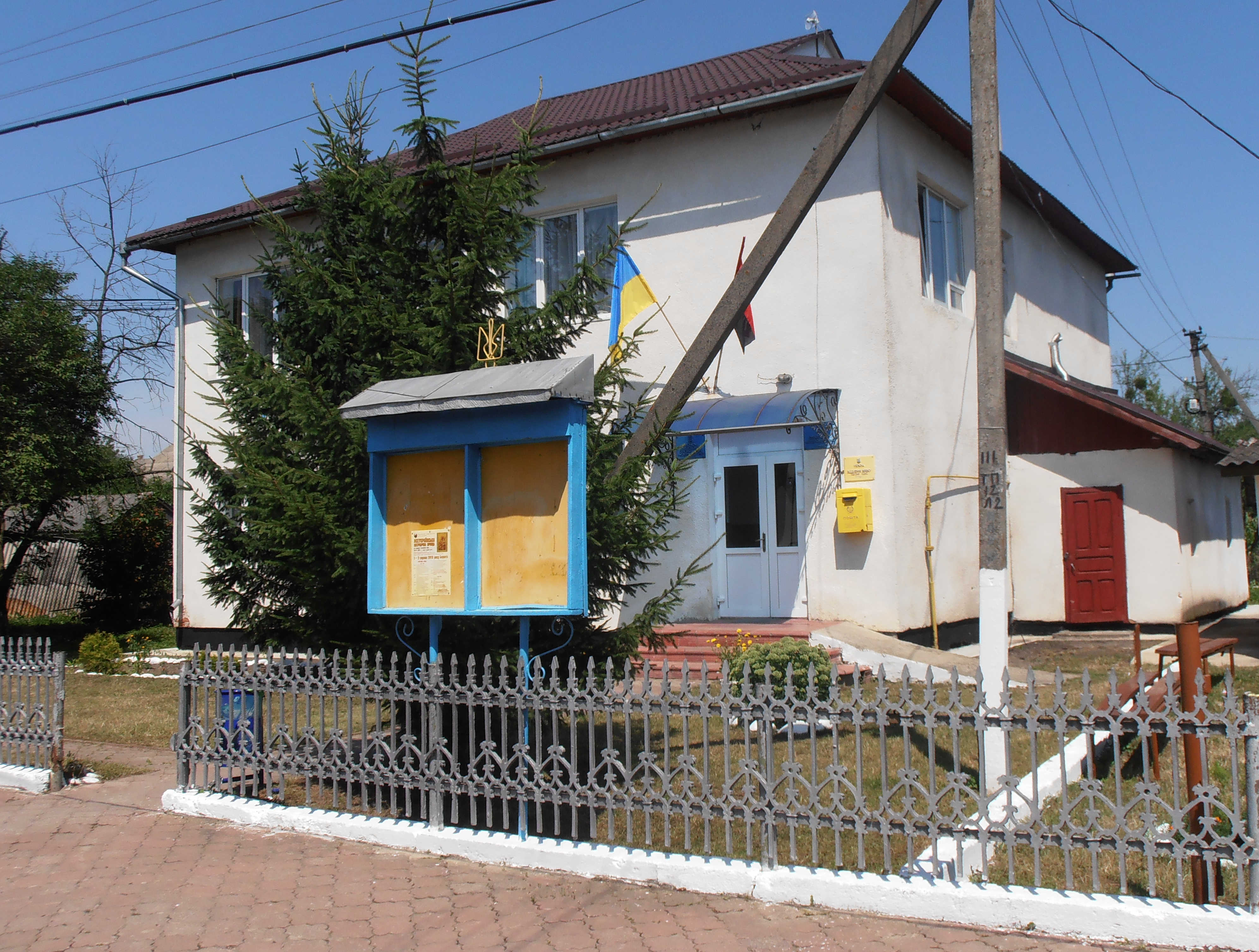
Сільрада
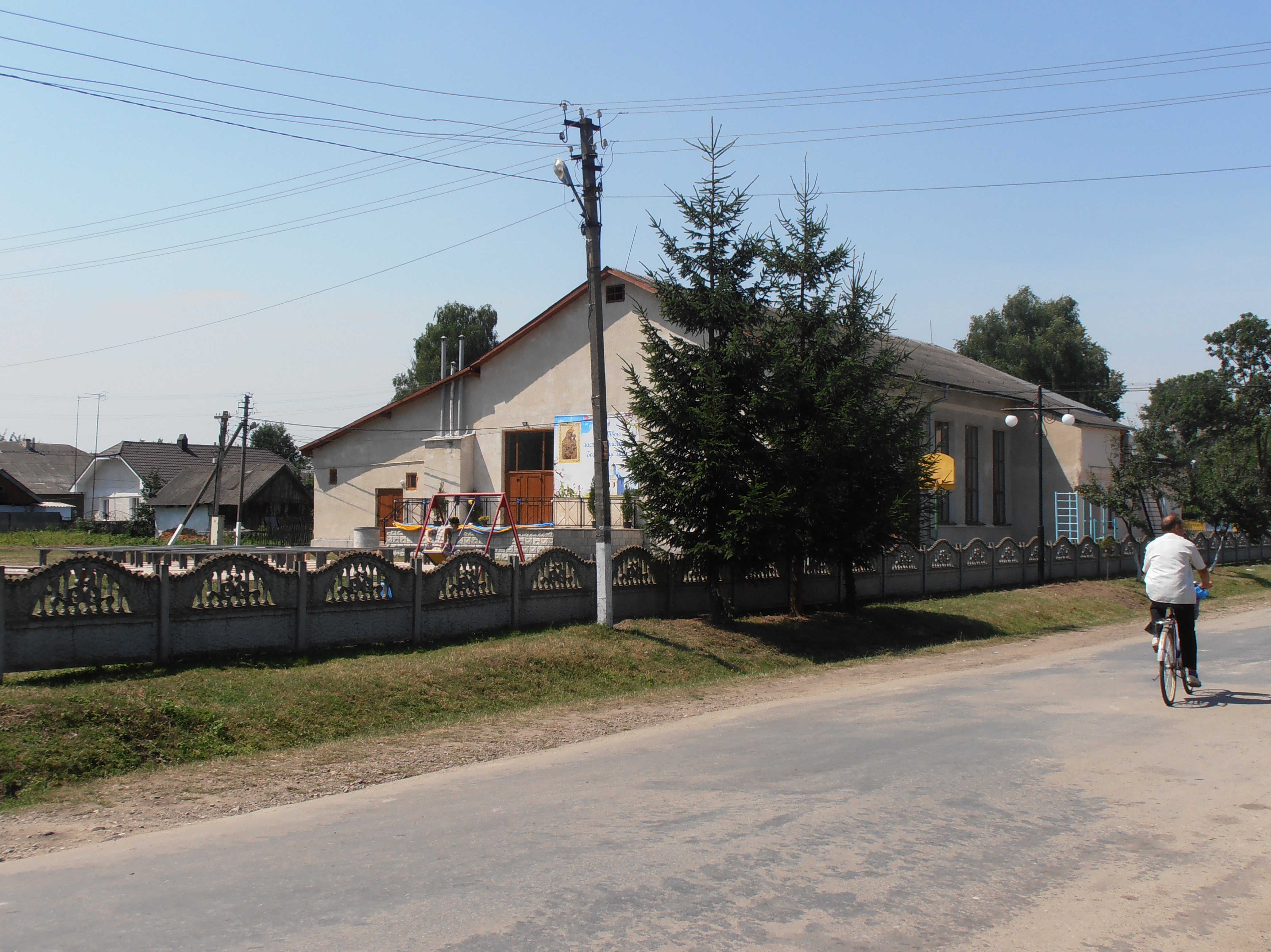
Сільський клуб
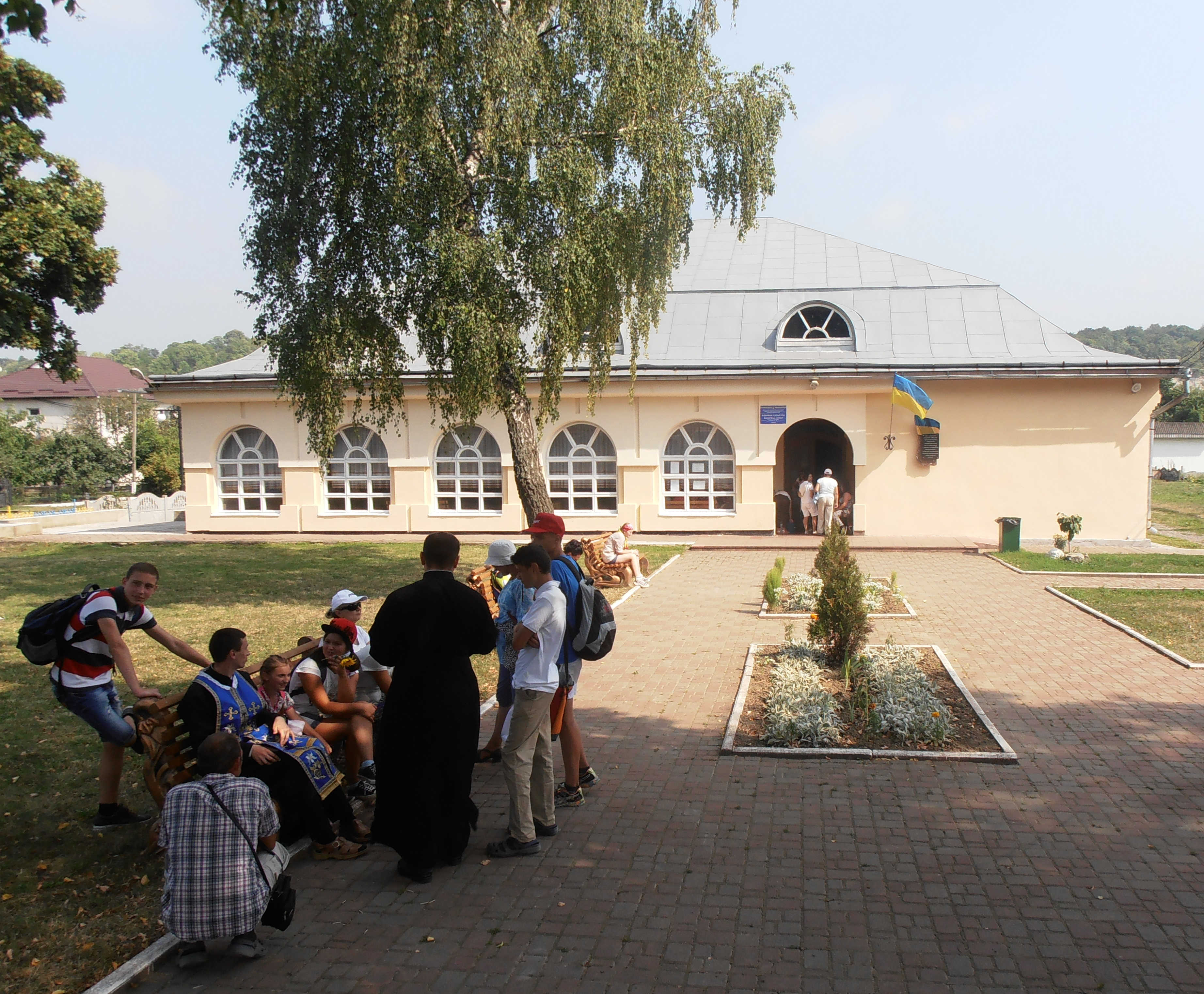
Будинок культури
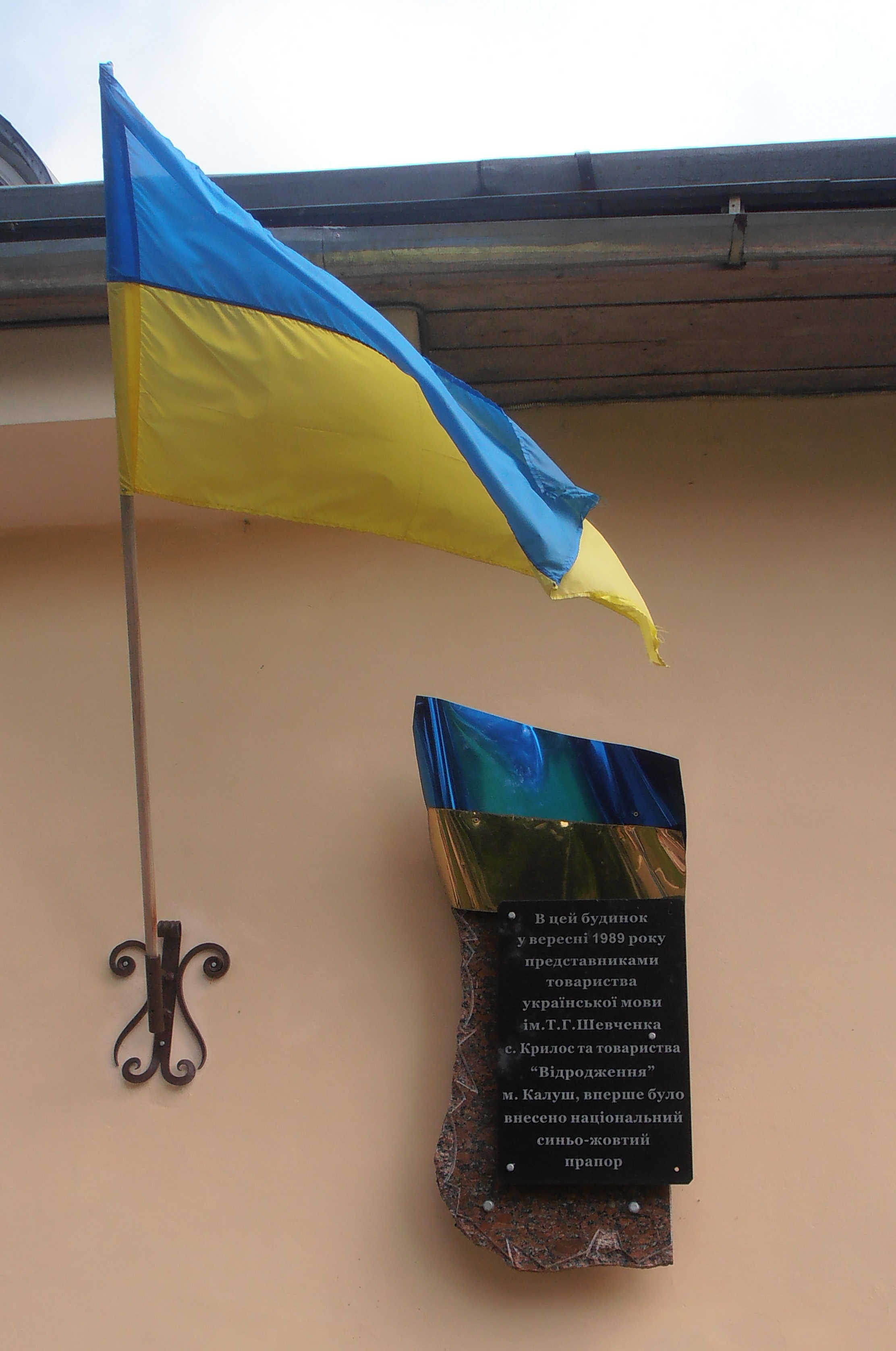
Меморіальна дошка на БК
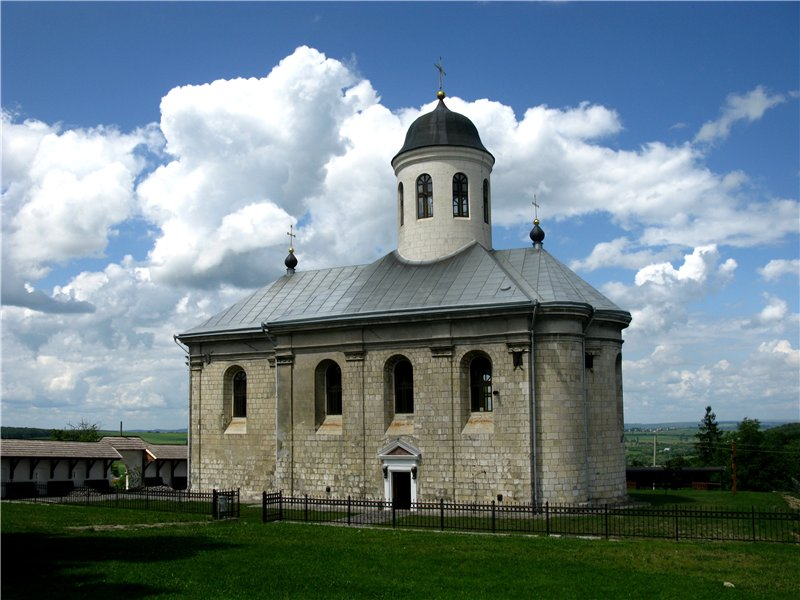
Церква Успіння Пресвятої Богородиці

## Відомі люди
Народилися
- Духович Прокіп Омелянович (1920—1950) — референт СБ Калуського окружного проводу ОУН, Лицар Срібного хреста заслуги УПА та Бронзового хреста заслуги УПА
- Теодор Мацапула ВС (*1981) — український греко-католицький священник зі Згромадження Воплоченого Слова; з 16 липня 2024 року — правлячий єпископ Мукачівської греко-католицької єпархії[12].
- Юліан Романчук (1842—1932) — український громадський та культурно-освітній діяч; педагог, письменник та журналіст.
- Володимир Семенович Федорняк (28.07.1926—7.06.1951) — підпільник ОУН.[13]

Поховані
- Гузар Лев (1858—1923) — громадський діяч, священник, дід блаженнішого Любомира Гузара; похований тут.

## Виноски
1. ↑  Пастернак, Ярослав (1961). . Археологія України: первісна, давня та середня історія України за археологічними джерелами. Торонто. с. 263.
2. ↑  Міста і села Галицького району: історія, пам'ятки, особистості — Івано-Франківськ, Нова Зоря, 2001 — с. 31
3. ↑  Кількість наявного та постійного населення по кожному сільському населеному пункту, Івано-Франківська область (осіб) - Регіон, Рік, Категорія населення , Стать (1989(12.01)). database.ukrcensus.gov.ua. Банк даних Державної служби статистики України. Архів оригіналу за 31 липня 2014. Процитовано 15 листопада 2019.
4. ↑  Кількість наявного населення по кожному сільському населеному пункту, Івано-Франківська область (осіб) - Регіон , Рік (2001(05.12)). database.ukrcensus.gov.ua. Банк даних Державної служби статистики України. Архів оригіналу за 31 липня 2014. Процитовано 15 листопада 2019.
5. ↑  Розподіл населення за рідною мовою, Івано-Франківська область (у % до загальної чисельності населення) - Регіон, Рік , Вказали у якості рідної мову (2001(05.12)). database.ukrcensus.gov.ua. Банк даних Державної служби статистики України. Архів оригіналу за 31 липня 2014. Процитовано 15 листопада 2019.
6. ↑  Podgrodzie (2), cześć Kryłosa // Słownik geograficzny Królestwa Polskiego. — Warszawa : Druk «Wieku», 1887. — Т. VIII. — S. 383. (пол.).— S. 383. (пол.)
7. ↑  М. Грушевський. Жерела до істориї України-Руси, т. І [Архівовано 11 липня 2021 у Wayback Machine.] — Львів, НТШ, 1895. — с. 65.
8. ↑  У селі Крилос розпочинають будувати нову школу. Стіни і дах планують звести ще до зими. Архів оригіналу за 10 липня 2018. Процитовано 12 серпня 2015.
9. ↑  Підлога просідає, стіни осипаються. Довгобуд у Крилосі таки стане школою — Віктор Шевченко. ФОТО. Архів оригіналу за 14 лютого 2022. Процитовано 23 липня 2017.
10. ↑  У клубі Крилоса немає опалення, тому стіни вкрились пліснявою. ФОТО
11. ↑  В Крилоському будинку культури замінили опалення. Архів оригіналу за 26 грудня 2017. Процитовано 26 грудня 2017.
12. ↑  Папа Франциск іменував отця Теодора Мацапулу єпископом Мукачівської єпархії. Українська Греко-Католицька Церква (укр.). Процитовано 8 травня 2024.
13. ↑  Іван ДРАБЧУК. Повернення «Мирона», або Доля радиста Володимира Федорняка. Архів оригіналу за 27 червня 2021. Процитовано 27 червня 2021.